# Петрушино (Ленінський міський округ)
Петру́шино (рос. Петрушино) — присілок у складі Ленінського міського округу Московської області, Росія.

## Населення
Населення — 165 осіб (2010; 62 у 2002).
Національний склад (станом на 2002 рік):
- росіяни — 100 %